# 김완섭 (1963년)
김완섭(金完燮, 1963년 ~ )은 대한민국의 인터넷 논객이다. 광주광역시에서 태어났다.
한때 오스트레일리아 캔버라에서 거주하기도 한 그는 1993년 대한민국에 귀국을 하였고 1980년대 후반 이후 PC통신과 1995년 대한민국에 인터넷이 보급된 이후 칼럼니스트로도 활동했다.
반(反) 페미니즘 발언과 반 민족해방(반 NL) 시각을 견지하여 논란의 대상이 되었으며, 쇼비니즘 등을 비판하여 논란이 되기도 했다. 1990년대 이후에는 일부 한국·일본 언론에서의 친일파 옹호 발언과 김구, 안중근, 유관순, 김좌진 등 독립운동가들에 대한 비판이 문제가 되기도 했다. 또한 명성황후를 비판하여 논란이 되기도 했다.
저술, 강연, 방송 출연 등을 하였으며 일본, 중국 등 외국의 학자들과 토론을 하기도 했다. 독립운동가에 대한 모독으로 사회적 지탄을 받고 법적 제재를 받기도 하였으나 일본의 우익은 그를 양심세력으로 긍정적으로 평가한다.

## 생애

### 생애 초기

#### 출생과 초기 활동
김완섭은 1963년 전남 광주에서 태어났다. 어린 누이 동생 두 명이 있다. 광주 살레시오 고등학교를 졸업했고 서울로 상경하여 1982년 3월 서울대학교 문리과 대학 이과 계열에 입학하여 천문학을 전공하다 1987년 9월, 서울대학교를 중퇴했다.

#### 광주 민주화 운동 참가
1980년 5월 광주 민주화 운동 당시 시민군으로 민주화 운동에 참가했다. 당시 정부 계엄군은 김완섭이 나이가 어리고 계엄군에게 적극적으로 대적하지 않았기 때문에 그에게 총격을 가하지는 않았다.

#### 서울대 재학 및 중퇴 이후
1982년 살레시오고등학교를 졸업한 그는 1982년 3월 서울대학교 이학계열 82학번으로 입학하였다. 이학계열은 뒤에 물리학과와 천문학과로 나뉘었다. 전공인 물리학과 천문학 외에 그는 서울대에서 역사학과 정치경제학도 공부하였다.
그는 PC통신 서울대 동호회에서 좌파 민족 해방계열 대학생들의 편향된 시각에 반하는 글을 주로 썼다. 우루과이라운드를 막을 게 아니라 차라리 빨리 도입해서 국내 산업을 글로벌화해야 한다는 개방론을 주장했다. 우파나 신자유주의자가 아닌 그가 개방을 주장하는 글을 올리자, 일부 악플러들로부터 죽창으로 찔러 죽이겠다는 협박을 당하기도 했다. 또한 그의 집으로는 협박 전화가 걸려 왔다.
1985년 방위병으로 군에 입대, 14개월을 복무하였다. 1987년 만기 전역하였고, 서울대학교를 중퇴했다. 서울대 중퇴 후 김완섭은 컴퓨터 관련 잡지사 3곳에서 기자생활을 했다. 1987년 서울 구로구청 농성사건으로 수감 조처되었다가 결국 풀려났다.

### 언론, 문학 활동

#### 언론 활동
1989년부터 컴퓨터 분야의 전문 기자로 입문하여 《하이테크 정보》 기자, 《소프트 월드》 기자 등 잡지, 언론사 기자 등을 역임하다가 뒤에 소설가 겸 작가·문학 평론가·인터넷 칼럼니스트 등으로도 활동했다.
그는 한국 사회 내부의 전체주의적, 파시즘적 요소를 비판하는 책을 출간하였다가 송사와 비판을 받았다. 그는 곧 기자생활을 그만두고 1980년대 후반부터 PC통신에서 논객으로 활동했다. 이는 1995년 대한민국에 인터넷이 보급된 이후 인터넷 논객으로 자리잡았다.

#### 사회운동과 인터넷 논객
PC통신 논객으로 활동할 때부터 여성주의자 논객, 민족해방파 논객들과 논쟁을 벌였으며, 학생운동가 출신이면서도 반(反)여성주의적인 시각과 주체사상파, 민족해방파에 대한 비판으로 논란이 되기도 하였다.
케텔이나 엠팔, 하이텔 등 PC통신에서 주로 컴퓨터와 관련한 정보를 올리면서 네티즌들과 사귀게 되었다. 1980년대 후반 당시 모 PC통신 동호회가 하이테크 상품에 대한 리뷰나 공동구매 등의 형식을 통해 컴퓨터 업계에 막강한 권력을 행사하고 있었다. 이 모 PC통신 동호회는 집행부 선거 때 온갖 부정으로 말이 많았는데 이를 폭로하자 동호회인들로부터 협박, 사이버 폭력을 당하였다. 김완섭에 의하면 당시 '온라인 권력과 싸움을 벌이면서 오프라인에서는 한 사람이 수십명과 싸울 수 없지만 온라인에서는 수만명과 대적할 수 있다는 점을 깨달았다.'고 회고하였다.
1995년 인터넷 피씨 통신에서 발표한 《창녀론》이 화제가 되며 작가가 되었다. 《창녀론》은 보수주의 언론과 사회의 비판을 받았으며, 남성우월주의 시각 논란으로 일부 페미니스트들로부터도 비판을 받았고, 화제가 되었다.
페미니스트들의 지속적인 공격에 대해 그는 이렇게 해명하였다.
남녀 성기를 우리말로 쓰는게 부끄러운 게 아니다. 난 여성들이 섹스를 무기로 남자를 잡아 자신과 새끼들의 목숨을 부지한다고 믿는다. 그게 인간의 본성이라고 생각한다. 내 이 생각을 담은 창녀론은 인류를 이해하는 굉장한 업적이라고 생각한다. 여성 해방의 근본 원인을 명쾌하게 해석했지만 아직 학문적으로 평가는 받지 못하는 실정이다. 우리 사회는 숫놈의 폭력성과 공격성이 억제되고 암년의 성질이 드러나야만 발전할 수 있다. 내 책을 제대로 읽은 사람과 이야기 하고 싶다. 다들 피상적(간접적)으로 접하고 나를 공격하는데 제발 책 좀 제대로 읽은 뒤 공격해달라.

그러나 이후 김완섭은 수시로 협박전화와 투서에 시달림을 당했고, 그의 가족들에게도 협박 전화가 걸려오기도 했다.

#### 작가 활동
1990년에 결혼하였으나 결혼 3년만인 1993년에 별거하다, 1996년에 공식 이혼했다. 전처와의 사이에서 자녀는 없다. 이후 PC통신에서 본격적으로 논객으로 활동하며 페미니즘과 쇼비니즘을 공격하여 논란이 되기도 했다. 1994년 컴퓨터 운영체제로 윈도우가 보급되고 인터넷이 보편화되면서 그는 카페, 소규모 모임에서 인터넷 논객으로 활동무대를 확장했다.
그는 한국 사회의 애국주의, 쇼비니즘을 꾸준히 비판해왔고, 인터넷에서는 그의 주장에 동조하는 층과 비난하는 층으로 나뉘게 되어 논란의 대상이 되었다. 화제 인물로 등장한 이후에는 일본, 미국 등 외국 언론의 방문 인터뷰를 하기도 했다.
1992년 이후에 그는 프리랜서로 번역 저술 등의 일을 했다. 그러나 계속된 협박전화와 투서에 시달리기도 했다. 1996년 출국, 오스트레일리아로 이주했다가 1998년에 한국으로 돌아왔다. 귀국 후 코스닥신문사의 창간에 참여하였으며, 코스닥신문사 편집주간이 되었다.
2001년 ‘일본을 존경하는 마음’이라는 이름의 인터넷 카페를 개설해 일본의 식민통치를 정당화하는 칼럼을 기고했으나, 곧 폐쇄되었다.

#### 2000년대 이후의 논란들
2002년 가을부터 2003년 여름까지 일본의 격주간지 ‘사피오’에 총 20회 연재글을 쓰기도 했다. 2002년 “한일 강점”에 대해서 긍정적인 시각으로 쓴 《친일파를 위한 변명》과 《새 친일파를 위한 변명》을 썼다. 이 책은 대한민국에서는 역사적 사실 왜곡 등을 이유로 2002년 4월 8일 청소년유해매체물(간행물)로 결정되었지만, 일본에서는 4개월 동안에 35만 부가 팔렸다.
한편 일본 언론과의 인터뷰에서 일제강점기를 무조건 부정적으로 보는 것은 옳지 못하다는 시각을 드러내면서 일부 민족해방파 및 인터넷 네티즌들로부터 다시 공격과 악플에 시달려야 했다. 2002년 초 김완섭은 '친일파를 위한 변명 1'을 내고 목숨이 위태롭다고 생각해 여동생들을 호주로 이민을 보냈다. 광주에 있는 그의 노부모는 그냥 그곳에 살고 있었다.
2003년 일본의 자유식민사관주의자 스기모토 미키오의 일제 식민 통치를 미화한 저작물인 《식민지 조선의 연구》를 자신이 세운 출판사인 춘추사를 통해 발간하였으나 인터넷 단체인 "우리 황실 사랑회"( http://www.sihk.org )에 의해 간행물 윤리위원회에 신고되어 2006년 청소년 유해 매체물(간행물)로 결정 및 고시되었다. 당시 유해매체라는 비판과 표현의 자유 존중이라는 찬반 양론이 갈렸으나 한국 법원은 황실 사랑회의 손을 들어주었다.
2004년 10월에는 박기서 시민운동가를 우연히 만났다가 독립운동가에 대한 비판을 이유로 구타당하여, 부상당하기도 했다.
2006년 한 인터뷰에서 그는 주체사상파를 비판했다. '당시 주사파들이 북한과 직접 연결돼 있었다. 우리 친구들이 평양에도 몇번씩 다녀온 걸로 알고 있다. 실제로 수천명의 대학생 간첩들이 무기고 털어 관악산 빨치산하겠다고도 했다. 이젠 오히려 정부기관에서 이런 사실을 폭로해도 아무도 안믿는 세태다.'라는 것이다. 그는 또 '지금 대한민국은 조선민주주의인민공화국 지령대로 움직이는 사람들이 정권을 쥐고 있다.'며 노무현 정부를 비판하기도 했다.
국민일보와의 2006년 인터뷰에서는 안중근 의사를 민족의 원수라고 하는 이유에 대해, 조선을 개혁한 이토 히로부미를 암살한 안중근은 즉 의사가 아닌 폭도이며, 이토는 평화주의자인데다 조선의 병합을 바라지 않았는데 이토가 죽어서 일본 정부에 군부 득세를 가져왔고 이는 결국 조선에 대한 핍박으로 이어졌으니 안중근은 민족의 원수라는 주장을 하였다. 또한 자신은 한국인들이 잘못 알고 있는 진실을 알려주고 싶을 뿐인데 한국인들은 수준이 낮아 내 주장이 담긴 책도 읽지 않고 욕부터 한다고도 답변하였다. 이에 안중근 의사 기념관 측에서는 명예훼손은 직계후손만 가능하여 미국에 있는 안웅호의 연로 등 한국에 귀국할 수 없는 상황이라 고소는 불가능 상황이라고 한다.
2008년 3월 28일, 서울고등법원은 《새 친일파를 위한 변명》의 내용 중 "유관순은 여자 깡패", "김구는 조선의 충견"이라는 표현을 하여 독립 운동가들의 명예를 훼손한 혐의로 벌금 750만 원을 선고 받았다. 2003년에도 사자 명예 훼손 혐의로 고소를 받아 결국 2006년 벌금형과 배상 선고를 받은 적이 있다.

## 논란
1992년 논객 활동을 시작한 이래 안중근을 테러리스트로 비판하였고, 유관순을 깡패로 비판하여 물의가 되기도 했다. 김좌진을 깡패로 비판하였다가 손녀인 김을동에게 피소당하기도 했고, 김구를 테러리스트로 비판했다가 논란의 대상이 되기도 했다.
그밖에 그의 집과 주변 인물, 가족 등에게도 수시로 익명의 협박 전화와 협박 편지가 전달되어 문제가 되기도 했다. 또한 그의 독립운동가 비판과 친일파에 대한 옹호를 놓고 처벌해야 한다는 주장이 강해지고 있고 몇몇 발언에 대해서는 실정법 위반으로 기소되어 유죄판결을 받기도 하였다.

### 명성황후 비판 관련 논란
1988년 무렵부터 명성황후에 대한 재평가 여론이 조성되었다. 그러자 그는 2001년 7월 그는 명성황후를 순교자로 미화하는 학계, 언론의 시각을 비판했다.
미친 불여우 민비를 한국인들은 무슨 자주독립의 순교자라도 되는 줄 착각하고 있다. 이런 나쁜 ×을 조용히 없애버린 일본의 처사는 우리 입장에서는 고마운 일이다.

그러나 이 과정에서 욕설이 문제시됐다. 비판 과정에서 '이런 나쁜 ×을 조용히 없애버린 일본의 처사는 우리 입장에서는 고마운 일이다'라는 내용이 문제가 되어 2002년 8월까지 1년 이상 논란의 대상이 되었다.
명성황후의 후손인 민씨 종친회는 2002년 초 그를 검찰에 고소했다. 8월 14일 서울지검 형사9부(신남규·辛南奎 부장검사)는 지난달 인터넷 사이트에 일본에 의한 명성황후 시해를 옹호하고 명성황후를 비방한 혐의(사자에 대한 명예훼손)로 그를 불구속 기소했다. 2003년 2월 명성황후(明成皇后)의 명예를 훼손한 혐의로 벌금 700만원을 선고 받았다.
이후 사건은 확대되어 그가 2002년에 펴낸 책 ‘친일파를 위한 변명’과 인터넷 컬럼 등에서 일본의 식민통치를 왜곡 저술해 명예를 훼손당했다”며 고종황제의 손자 이석, 일본군 종군위안부 박두리(82)외 6명, 징용자 유족 5명, 의병대장 민종식의 손자, 명성황후의 종증손뻘 되는 민병호, 충정공 민영환의 손자 민병덕 등에게 피소되었다. 그러나 저서 《친일파를 위한 변명》과 관련된 소송에는 피소 후, 한번도 법정에 출석하지 않았다.
2005년 9월 서울중앙지법 민사81단독 김창보 판사는 1일 “책 ‘친일파를 위한 변명’과 인터넷 컬럼 등에서 일본의 식민통치를 왜곡 저술해 명예를 훼손당했다”며 이석 등이 그를 상대로 낸 손해배상 청구소송에서 원고승소 판결했다. 김 판사는 “2003년 소송이 제기된 후 피고는 재판에 한 번도 나오지 않았다”며 “당사자가 변론기일에 출석하지 않을 때 상대방이 주장하는 사실을 자백한 것으로 본다는 민사소송법에 따라 원고 승소 판결했다”고 밝혔다.
김창보 판사는 “박두리 등 일본군 위안부 피해자 6명에게 각 600만원, 징용자 유족 5명과 의병대장 민종식의 손자에게 각 500만원, 이석씨와 명성황후 유족 민병호씨, 충정공 민영환의 손자 민병덕씨에게 각 1,000만원씩 모두 9,600만원을 배상하라”고 선고했다. 소송 이후 그의 저서 ‘친일파를 위한 변명’ 일본어판을 발행해 일본에서 40여만부가 팔렸다. 이 변호사는 “손해배상을 받아내기 위해 일본 출판사로부터 김씨가 받고 있는 인세를 압류하는 것을 검토 중”이라고 밝혔다.

### 김완섭과 명예훼손죄 고소 논란
2005년 3월초 김완섭은 인터넷 게시판과 카페에 김완섭에게 욕설 및 비난하는 글을 쓴 피고소인들을, 김완섭이 명예훼손죄로 고소한 사건이 있었다.
3·1운동은 기독교의 종교 폭동이라고 했다가 비난글이 빗발쳤다. 김완섭은 2005년 3월 16일 보도한 ‘친일파 김완섭 “독도 일본에 돌려줘라” 망언’이라는 기사에 달린 ‘악플’(악의적 댓글)까지 수집, 고소하기로 했다. 자신의 글에 악플을 단 네티즌들을 고소하기로 하고, 최근 해당 네티즌들에게 메일 통지문을 발송했다. 논객 진중권은 그를 비판하였으며, 변호사 출신인 한나라당의 원희룡은 김완섭에게 고소당한 4000명의 변호인을 자처하고 나섰다. 원희룡은 자신이 네티즌의 벙커가 되어 지키겠다 고 선언했고, 이후 원희룡 한나라당 의원을 비롯한 한나라당 변호인단은 김완섭에 맞서 피고소인들을 변호하였다. 소송 기간 중 원희룡 등은 고소당한 네티즌들의 무료 변호를 자청하였다.
그를 비판하며 반대편에 섰던 국회의원 원희룡은 서울대학교 동문이자 같은 학번이라 화제가 되기도 했다.

### 김좌진 비판 논란
또한 2006년 2월 김완섭은 독립운동가 김좌진을 산적떼 두목이라고 모욕한 혐의로 국회의원 김을동으로부터 명예 훼손으로 불구속 기소되었고, 아울러 김을동은 부친, 조부의 사자 명예 훼손 부분 관련해서도 추가 고소할 것을 밝혔다. 본 고소에 대해 검찰은 "사회 상규에 위배되지 않는 행위는 처벌하지 않는다’는 형법 20조 정당 행위 규정에 따라 위법성이 조각된다"며 불기소 처분을 내렸다.
이것에 대하여 법원은 김좌진을 산적 떼 두목으로 인정한다는 것이 아니라, 피고인의 표현이 개인적 의견표현의 성격이 강하며, 당시 김좌진을 중심으로 한 광복단이 자금을 마련하는 과정에서 강제력을 행사한 사실이 국사편찬위에 의하여 인정되므로 완전한 허위 사실 적시라고 볼 수 없기 때문에 그건에 한하여 일부 무죄 판결했다고 해명하였다. 이는 개인적인 의견표명은 명예훼손이 아니라 모욕죄의 구성요건에 해당하기 때문이며 산적떼 두목이란 표현은 충분히 모욕죄의 구성요건에 해당할만한 언사이지만, 대한민국 형법상 사자 명예훼손죄는 있으나 사자 모욕죄는 없기 때문에 무죄판결이 내려지게 되었다.

### 애국심 비판 논란
그는 한국 사회에 팽배한 맹목적인 애국심을 비판하였다. 그 중 2002년 8월 한일합방 당시 자살한 양반과 지식인층을 비판하여 논란이 되었다.
한일합병을 반대해 자결하거나 일제에 저항하다 죽어간 사람들은 지킬 가치가 없는 것들을 지키려다 개죽음을 당한 것이다.

또한 '독립의병은 양반들이 돈으로 모집한 깡패와 도둑'이라는 발언이 결국 문제가 되기도 했다. 그에 의하면 구한 말의 의병과 일제강점기의 독립군이 독립군 자금을 모금한다는 이유로 부자는 물론 일반 민간인의 가옥까지 침입, 재물을 약탈한 것을 비판한 것이었다.

### 김구 비판 논란
2003년 11월 말 김완섭은 서울 여의도 국회의사당을 방문, 국회 과거사진상규명특위 공청회에서 “김구 선생은 ‘민비’의 원수를 갚기 위해 무고한 일본인을 살해한 뒤 중국으로 도피한 조선 왕조의 충견(忠犬)”이라는 내용의 문건을 배포 하였다. 또한 그는 "김구가 무고한 일본인을 살해했다"는 내용의 인쇄물도 배부하였다. 문건을 받아 본 일부 국회의원과 시민들은 즉석에서 그에게 비난을 퍼부었고, 일부는 이를 근거로 검찰에 들고가 그를 고소했다.
김구는 자신의 저서 백범일지에서 쓰치다 조스케(土田讓亮)를 일본 군인이라고 기술하였으나, 계속 민간인이라는 의혹이 제기되어 왔다.
2004년 7월 검찰은 공소장에서 “김구 선생이 1896년 10월 황해도 안악군 치하포항에서 살해한 ‘쓰치다’는 당시 조선인으로 위장한 일본군이라는 사실이 밝혀졌고 김구 선생이 쓰치다를 처단한 뒤 체포돼 사형 선고까지 받았다가 1919년 중국으로 망명했는데도 도주한 것처럼 허위 사실을 적시했다”고 밝혔다. 이어 그는 서울고검으로부터 불구속 기소 처분을 받았다. 서울고검 정현태(鄭現太) 검사는 7월 27일 그를 백범 김구(金九) 선생의 명예를 훼손한 혐의(사자명예훼손)로 소설 ‘친일파를 위한 변명’의 작가 김완섭씨를 불구속 기소했다고 언론에 밝혔다. 또한 서울고검은 "김구가 무고한 일본인을 살해했다"고 주장한 문건을 배포한 친일작가 김완섭씨를 허위사실로 인한 명예훼손으로 직권 기소한 바 있다. 서울고검의 검사 정현태는 김완섭에 대한 기소는 국사편찬위원회와 보훈처 자료를 면밀히 검토하고 나서 내린 결정이었다 고 밝혔다.
그러나 김완섭의 주장은 이미 사실로 확인된 것이었다. 1987년 창원대학교 교수 도진순이 찾아낸 일본 외무성 자료에 의하면 쓰치다 조스케는 계림장업단(鷄林奬業團) 소속 상인으로 밝혀졌다.

### 오마이뉴스의 김완섭 관련 보도 논란
2008년부터는 그가 뉴라이트 회원이라는 루머가 인터넷에 유포됐다. 2009년 오마이뉴스가 "김구가 무고한 일본 상인을 죽였다"는 뉴라이트의 주장을 반박하기 위해, 김완섭이 "김구가 무고한 일본인을 살해했다"고 주장한 문건을 배포해 발생한 명예훼손 사건에서 재판 중 일본군 중위를 살해 한 것이 맞다고 드러났다는 사례를 제시했다. 이를 근거로 "김완섭은 뉴라이트"라는 설이 유포되고, 각종 촛불단체에서도 뉴라이트를 친일파라고 비판하면서 김완섭을 뉴라이트 단체 회원으로 명시하였으나, 김완섭은 뉴라이트와 전혀 관계가 없는 인물로 밝혀졌다.
또한 김완섭이 광주 민주화 운동에서 시민군으로 참여하였고, 5.18 당시 계엄군에 맞서 도청을 사수한 자로 정식등록된 5.18 광주민주유공자로 장해등급 판정까지 받은 사실이 보도되고 조선일보 출신 조갑제 등과는 적대적인 관계라는 것이 밝혀졌다.

### 반영남 지역감정 논란
지역감정을 강하게 가지고 있으며 경상도를 매우 싫어하는 것으로 추정된다. 김완섭은 자신의 저서《창녀론》에서 "한국 사회의 모든 병폐의 근원이 경상도 남성들에게서 비롯된다"는 발언을 했다. 단적으로 신종플루때는 '하느님 경상도 놈들을 한 5백만만 죽게 해주세요'라는 말까지 한 것으로 알려져 있다. 아고라 글 - 사망자가 전부다 경상도네염 이러한 측면은 그의 친일 행적과 더불어 진보세력에게서조차 외면받게 되는 이유가 되었다.

### 일본의 전쟁 범죄 옹호 논란
그의 저서 친일파를 위한 변명에서 난징 대학살, 종군위안부, 강제 징용 등 제2차 세계대전 당시 일본의 전쟁 범죄를 옹호하였다. 그 주요 논리는 먼저 당시 전쟁 그리고 미개한 군국주의 시절에 의한 불가피성이 있었다는 점을 들면서 한편으로는
중국군의 티베트 침략과 민간인 학살, 한국군의 베트남전과 광주 민주화 운동에서 민간인 학살이 있었기 때문에 중국과 한국은 일본에 욕할 자격이 없다는 피장파장의 논리였다. 덧붙여 아무 근거자료 제시없이 "한국군이 베트남전 참전 기간 동안 학살한 베트남 주민의 수는 30여만명 넘는 것으로 추정되고 있다."이런 문장을 기재하였는데 이 문장 하나가 베트남어 위키백과 내에서 한국군이 30여만명 넘는 베트남 양민 학살 추정의 근거자료로 사용되고 있는 실정이다.

## 사상과 신념
학생운동가이면서도 반페미니즘, 반주체사상, 국가 혐오적 시각을 견지하고 있다. 이 때문에 비주류로 겉돌거나 악플, 비판에 시달렸으며 논란의 여지가 존재하고 있다.

### 일본의 일방적 침략설 비판
그는 1990년대 중반, 일제 식민지 당시 일본으로부터 일방적인 침략만을 당했는가 하는 비판을 제기하여 논란이 되기도 했다.
2003년 1월에는 일본 쇼쿤과의 인터뷰 내용이 국내에 보도되어 논란이 되었다.
나는 "일한 역사인식의 공유가 가능한가"라고 묻는다면 "예스"라고 대답한다. 왜냐하면 한일 간의 역사인식은 적어도 소위 "한일합병"기에는 이미 공유되어 있었기 때문이다. 태평양 전쟁 시 우리 한국인들(조선인들)은 '일본인'으로서 함께 싸우지 않았는가? 

(《쇼쿤》2003년 1월과의 인터뷰 중

### 반일감정 조장과 역사왜곡· 강제 징용 비판
김완섭은 징용을 부정하는 발언을 하여 한때 논란의 대상이 되기도 했다. 그는 2000년대 중반, 일제 식민지 당시 일본으로부터 일방적인 침략만을 당했는가 하는 비판을 제기하여 논란이 되기도 했다.
2003년 1월에는 일본 쇼쿤과의 인터뷰 내용이 국내에 보도되어 논란이 되었다. 김완섭은 한일간의 갈등을 한국 측에서 의도적으로 조장한다는 비판을 내놓았다. 그의 주장은 다음과 같다.
한국인들에게 있는 반일감정은 한국 정부의 의도적인 역사왜곡에서 비롯되는 것이다. 나는 역사를 왜곡하고 있는 것이 일본이 아니라 한국이라고 생각한다. 이는 국제사회의 일반적 견해이기도 하다.

그는 또한 일제강점기 당시 일방적인 강제 징용만 있었는가 하는 주장을 학계에 제기하여 한국 국사학계로부터 비판이 빗발치기도 했다. 2003년 1월 일본 잡지 《쇼군》과의 인터뷰에서도 그는 같은 주장을 펼쳤다.
한일합방 시대에 일본군에서의 조선 출신 지원병의 응모상황에 대한 자료를 봅시다. (이하 생략) 실로 30만 명 이상의 조선인들이 쇄도한 것입니다. '일본 군인' 한 사람을 뽑는 데, '조선인' 50명 이 지원한 것입니다. 이러한 높은 경쟁률은 당시 사법시험이나 현재의 유명대학의 경쟁률에 비하여도 상당히 높은 것입니다.

(《쇼큔》2003년 1월과의 인터뷰 중

일본 언론과의 인터뷰 도중 일제강점기 당시 일부 한국인들이 자발적으로 징용에 지원했다는 김완섭의 발언이 대한민국 국내에 알려지면서 한때 논란의 대상이 되기도 했다.

### 명성황후 비판
그는 명성황후를 애국자로 미화하는 것을 비판하였다. 2001년 7월 그는 "한국인들은 민비를 무슨 자주독립의 순교자라도 되는 줄 착각하고 있다."라고 주장했다. 김완섭은 그에 대한 근거 자료를 제시했지만 한국 국내에서는 그에 대한 인신공격성 비판이 난무하였다.

### 김구의 양민 암살설
2004년 그는 김구가 무고한 민간인을 살해했다고 주장하여 논란이 되었다.
2003년 11월 그는 시민들에게 배포한 문건을 통해 "김구가 무고한 일본인을 살해했다"고 주장했다. 이후 그는 독립운동가 김구를 모독했다는 네티즌들의 비판을 받았으나, 1987년 창원대학교 교수 도진순이 찾아낸 일본 외무성 자료를 인용해 김구가 치하포에서 타살한 쓰치다 조스케는 계림장업단 소속 상인 이라고 밝혀졌던 내용이었다.

## 저서와 역서

### 저서
- 《창녀론》, 김완섭, 1995년, 춘추사 ISBN 89-952802-1-2(개정 증보판)
- 《윈도우 3》
- 《친일파를 위한 변명》, 김완섭, 2002년 2월 20일, 춘추사
- 《새 친일파를 위한 변명》, 김완섭, 2003-06-10, 춘추사, ISBN 978-89-952802-2-5.
- 《친일파를 위한 변명 2 - 영웅의 허상》, 김완섭, 2004, 후쇼사

### 번역서
- 《물리학의 진화》(아인슈타인 역서) <보디랭귀지>

### 공저
- 《일한대토론》, 김완섭·니시오 칸지 공저[28], 2003년

## 기타
2002년 펴낸 그의 저서 《친일파를 위한 변명》은 일본어판을 발행, 일본에서 40여 만부가 팔렸다. 그가 이 《친일파를 위한 변명》으로 소송을 당하면서 일본 내에서는 화제의 베스트셀러가 되기도 했다.

## 같이 보기
| - 표현의 자유 - 국수주의 - 쇼비니즘 - 파시즘 - 오선화 - 정대균 - 조영남 - 신정모라 - 초현실주의 - 포스트 모더니즘 | - 사상의 자유 - PC통신 - 김문학 |

## 참고 문헌
- 인물과 사상사 편집부, 《인물과 사상 2001년 11월호》 (인물과사상사, 2001)
- 노 다니엘, 《우경화하는 신의 나라》 (랜덤하우스코리아, 2006)
- 김완섭, 《창녀론》 (춘추사, 1995)